# Gyergyai István
Gyergyai István, külföldön Steven Geray (Ungvár, 1904. november 10. – Los Angeles, 1973. december 26.) magyar–angol–amerikai színész. Több mint száz filmben és több tucat televíziós műsorban szerepelt, de csupán mellékszerepeket kapott. Első felesége Kun Magda (1912–1945) színésznő volt.

## Élete
Tanulmányait Rózsahegyi Kálmán színiiskolájában végezte. 1923-tól a Nemzeti Színház ösztöndíjas, majd 1926-tól 1929-ig rendes tagja volt. 1930–1934 között a Magyar, a Király és a Belvárosi Színház tagja volt, de fellépett a Pesti Színházban és a Terézkörúti Színpadon is. Eleinte sihedereket játszott, majd 1933–34-ben komikus szerepkörre átszerződött a Vígszínházhoz. Kabarékban is szerepelt. Gyakran járt külföldi turnékon, Berlinben, Bécsben, Londonban, Párizsban. 1939-ben feleségével, Kun Magdával Londonba költözött, ahol népszerű táncos-énekes komikus lett. 1940-től az USA-ban élt, New York-i színházakban szerepelt. 1941-től Steven Geray művésznéven Hollywoodban film-epizodista volt. 1970-ben látogatott először Magyarországra.

## Filmjei
- Mária nővér (1929)
- Csókolj meg, édes! (1932) - Pali, medikus
- Tavaszi zápor (Spring Shower) (1932) - Urasági intéző
- Repülő arany (Flying Gold) (1932) - Bálint György, az Esti Hírek újságírója
- Pardon, tévedtem (1933)
- Falusi lakodalom (Az ellopott szerda) (1933) - Tamás István, rádióriporter
- Dance Band (1935) - Steve Sarel
- The Student's Romance (1935) - Mickey
- A Star Fell from Heaven (1936) - Willi Wass
- Let's Make a Night of It (1937) - Luigi
- Mai lányok (Modern Girls) (1937) - Székely Feri
- Családi pótlék (1937) - Kovács Péter
- Premiere (1938) - Frolich
- Lightning Conductor (1938) - Morley
- Inspector Hornleigh (1939) - Michael Kavanos
- Dark Streets of Cairo (1940) - Bellboy
- Man at Large (1941) - Karl Botany, alias C.B. Haldane
- The Shanghai Gesture (1941) - Man in Casino Helping Boris (uncredited)
- Blue, White and Perfect (1942) - Vanderhoefen
- A Gentleman at Heart (1942) - Don Fernando
- Castle in the Desert (1942) - Dr. Retling
- Secret Agent of Japan (1942) - Alecsandri
- The Wife Takes a Flyer (1942) - Gestapo Agent (uncredited)
- The Mad Martindales (1942) - Jan Van Der Venne
- Eyes in the Night (1942) - Mr. Anderson
- Az ördög sarkanyúja (The Moon and Sixpence) (1942) - Dirk Stroeve
- Once Upon a Honeymoon (1942) - Café Waiter (uncredited)
- Assignment in Brittany (1943) - Pap (uncredited)
- Above Suspicion (1943) - Anton - Woodcarver (uncredited)
- Night Plane from Chungking (1943) - Rev. Dr. Ven Der Lieden
- Henry Aldrich Swings It (1943) - Frank 'Silky' Ganz (uncredited)
- Pilot No. 5 (1943) - Major Eichel
- Background to Danger (1943) - Ludwig Rader (uncredited)
- Appointment in Berlin (1943) - Henri Rader (uncredited)
- Hostages (1943) - Mueller
- Phantom of the Opera' (1943) - Vercheres
- Whistling in Brooklyn (1943) - Whitey
- Meet the People (1944) - Uncle Felix
- The Mask of Dimitrios (1944) - Karel Bulic
- A hetedik kereszt (film, 1944) (The Seventh Cross) (1944) - Dr. Loewenstein
- Resisting Enemy Interrogation (1944) - Dr. Victor Münz - Camp Doctor (uncredited)
- In Society (1944) - Baron Sergei
- The Conspirators (1944) - Dr. Schmitt
- Hotel Berlin (1945) - Kleibert
- Tarzan and the Amazons (1945) - Brenner
- Spellbound (1945) - Dr. Graff
- The Crimson Canary (1945) - Vic Miller
- Mexicana (1945) - Laredo
- Cornered (1945) - Señor Tomas Camargo
- Deadline at Dawn (1946) - Edward Honig
- Gilda (1946) - Uncle Pio
- So Dark the Night (1946) - Henri Cassin
- Blondie Knows Best (1946) - Dr. Schmidt
- The Return of Monte Cristo (1946 film) - Bombelles
- The Unfaithful (1947) - Martin Barrow
- Blind Spot (1947) - Lloyd Harrison
- Mr. District Attorney (1947) - Berotti
- Gunfighters' (1947) - Jose - aka Uncle Joe
- When a Girl's Beautiful (1947) - Stacy Dorn
- The Crime Doctor's Gamble (1947) - Jules Daudet
- I Love Trouble (1948) - Keller
- Port Said (1948) - Alexis Tacca
- The Dark Past (1948) - Prof. Fred Linder
- Ladies of the Chorus (1948) - Salisbury
- The Lone Wolf and His Lady (1949) - Mynher Van Groot
- El Paso (1949) - Mexican Joe
- Sky Liner (1949) - Bokejian
- Once More, My Darling (1949) - Kalzac
- Holiday in Havana (1949) - Lopez
- Tell It to the Judge (1949) - Francois, Headwaiter (uncredited)
- Under My Skin (1950) - Bartender (uncredited)
- Harbor of Missing Men (1950) - Captain Corcoris
- Beware of Blondie (1950) - Matre'd Coq D'or (uncredited)
- In a Lonely Place (1950) - Paul, Headwaiter
- The Second Woman (1950) - Balthazar Jones
- A Lady Without Passport (1950) - Frenchman, Palinov's Tout
- Woman on the Run (1950) - Dr. Hohler
- All About Eve (1950) - Captain of Waiters
- Pygmy Island (1950) - Leon Marko
- Target Unknown (1951) - Jean
- I Can Get It for You Wholesale (1951) - Bettini (uncredited)
- The House on Telegraph Hill (1951) - Dr. Burkhardt
- Savage Drums (1951) - Borodoff
- Little Egypt (1951) - Pasha
- My Favorite Spy (1951) - Croupier (uncredited)
- Lady Possessed (1952) - Dr. Stepanek
- Bal Tabarin (1952) - Inspector Manet
- Affair in Trinidad (1952) - Wittol
- The Big Sky (1952) - 'Frenchy' Jourdonnais
- O. Henry's Full House (1952) - Boris Radolf (segment "The Last Leaf") (uncredited)
- Night Without Sleep (1952) - George (uncredited)
- Tonight We Sing (1953) - Prager
- The Story of Three Loves (1953) - Legay (segment "Equilibrium") (uncredited)
- Call Me Madam (1953) - Prime Minister Sebastian
- Gentlemen Prefer Blondes (1953) - Hotel Manager
- The Golden Blade (1953) - Barcus
- The Royal African Rifles (1953) - Van Stede
- The French Line (1953) - François, Ship Steward
- The Great Diamond Robbery (1954) - Van Goosen
- Paris Playboys (1954) - Dr. Gaspard
- Knock on Wood (1954) - Dr. Kreuger
- Tobor the Great (1954) - The Foreign Spy-Chief
- New York Confidential (1955) - Morris Franklin
- A Bullet for Joey (1955) - Raphael Garcia
- Daddy Long Legs (1955) - Emile (uncredited)
- To Catch a Thief (1955) - Hotel Desk Clerk (uncredited)
- Kiss of Fire (1955) - Bellon hajópitány
- Artists and Models (1955) - Kurt's Associate (uncredited)
- The Adventures of Fu Manchu (1956) - Otto Helgaard
- The Birds and the Bees (1956) - Pincér (uncredited)
- Attack (1956) (1956) - Otto - German NCO
- Stagecoach to Fury (1956) - Nichols
- The Gift of Love (1958) - Játékbolt-tulajdonos (uncredited)
- A Certain Smile (1958) - Denis
- Verboten! (1959) - Mayor (Burghermeister) of Rothbach
- Count Your Blessings (1959 film) (1959) - Guide
- Perry Mason (TV sorozat) (1962, TV Series) - Franz Moray
- Bonanza (1962, TV sorozat) - Alexander Dubois
- Dime with a Halo (1963) - Pap
- The Evil of Frankenstein (1964) - Dr. Sergado (additional sequence: US) (uncredited)
- Wild and Wonderful (1964) - Pincér
- Ship of Fools (1965) - Steward aboard Vera (uncredited)
- 'Our Man Flint (1966) - Izraeli diplomata (uncredited)
- Jesse James Meets Frankenstein's Daughter (1966) - Dr. Rudolph Frankenstein
- The Swinger (1966) - Man with Fish (utolsó filmszerepe)